# Kim Jun Ok
Pour les articles homonymes, voir Kim.
Ne doit pas être confondu avec Kim Jong-un ou Kim Jong-kook.
Dans ce nom coréen, le nom de famille, Kim, précède le nom personnel.
Kim Jun Ok est un réalisateur nord-coréen. Il travaille pour la société Studios SEK basée à Pyongyang qui collabore souvent avec des sociétés européennes. Il a notamment réalisé la série télévisée Simba, le roi lion (plagiat du film Le Roi lion de Disney) produite par la société italienne Mondo TV. Il est très connu pour les films Le Prince des dinosaures ou La Reine des Hirondelles. Il travaille régulièrement avec Mondo TV et notamment le réalisateur italien Orlando Corradi.

## Filmographie
- 1996 : Simba, le roi lion
- 1998 : Pocahontas: Princesse des Indiens d'Amérique
- 1998 : La Légende de la Belle au bois dormant
- 1999 : Toy Toons
- 1999 : La Légende du Titanic
- 2011 : The Queen of the Swallows (la Reine des Hirondelles)